# Blå Jungfrun
Blå Jungfrun ("trinh nữ xanh"), hay Blåkulla, là một hòn đảo ở biển Baltic, Thụy Điển. Chính xác hơn là nó nằm ở eo biển Kalmar, giữa các tỉnh Småland và Öland. Về mặt hành chính, nó thuộc về đô thị Oskarshamn.
Đây là một hòn đảo không có người ở và có diện tích chỉ khoảng 0,7 km², mặc dù độ cao của nó tăng tới 86 mét so với mực nước biển. Giữa 1904 đến 1925, đá granit đỏ của Bla Jungfrun được khai thác trong ba mỏ đá ở phía nam của hòn đảo. Nó đã được xuất khẩu chủ yếu sang Đức như đá trang trí. Việc này làm hủy hoại hòn đảo, nên để bảo vệ hòn đảo, Torsten Kreuger đã ngăn chặn việc khai thác đá từ các doanh nghiệp Thủy Điển. Kể từ năm 1926, nó trở thành một vườn quốc gia của Thụy Điển, và Blå Jungfrun không cho phép khách du lịch qua đêm trên đảo hay đốt lửa.
Một phần của hòn đảo là đá trơ, trong khi diện tích còn lại là cánh rừng gỗ cứng dày đặc. Cepphus grylle là một loài chim đặc trưng của hòn đảo. Ngoài ra, hòn đảo còn có một số hang động và một di tích cổ, đó là một mê cung được tạo thành từ các viên đá, cấu trúc lịch sử trên đảo.